# Anisodes raspata
Anisodes raspata är en fjärilsart som beskrevs av Paul Dognin 1900. Anisodes raspata ingår i släktet Anisodes och familjen mätare. Inga underarter finns listade i Catalogue of Life.